# 1961年电影
1961年電影當中，《西城故事》是當年最高票房電影，並獲得十座奧斯卡金像獎。

## 列表
- 《阿里巴巴与王老五》（Ali Baba Bujang Lapok），由马来亚巨星比·南利执导